# Rasmus Nicolaisen
Rasmus Nicolaisen (født 16. marts 1997) er en dansk fodboldspiller, der spiller for Toulouse FC i Ligue 1.

## Karriere
Nicolaisen startede sin karriere i Aulum IF som treårig. Han spillede nogle år for FC Midtjylland, inden han i sommeren 2012 blev en del af FC Midtjyllands akademiafdeling.

### FC Midtjylland
Han fik sin debut i Superligaen den 16. april 2017, da han blev skiftet ind i det 76. minut i stedet for Kian Hansen i en 2-2-kamp ude mod Lyngby Boldklub.

### Portsmouth
Den 23. september 2020 sluttede Nicolaisen sig til League One-klubben Portsmouth F.C. på en lejeaftale for resten af sæsonen. Han scorede sit første mål for Portsmouth i en 6-1 sejr i FA Cup mod King's Lynn Town F.C. den 28. november 2020.
I foråret 2021 blev Nicolaisen straffet af Englands fodboldforbund (FA) for brud på bettingregler, da han havde bettet på 53 fodboldkampe.

### Toulouse
Den 17. august 2021, blev Nicolaisen solgt til den franske Ligue 2 klub Toulouse FC og underskrev en fireårig kontrakt.